# Jour de la Race
Le Jour de la Race (Día de la Raza) est le nom qui a été donné pendant près d'un siècle, dans certains pays hispanophones, aux célébrations du 12 octobre commémorant la « découverte de l'Amérique », à savoir le débarquement de l'équipage de Christophe Colomb sur l'archipel des Bahamas le 12 octobre 1492. Cette appellation fut créée en 1913 en Espagne, et son usage s'est répandu dans la première moitié du XXe siècle. Toutefois, sa connotation raciale suscitant des polémiques croissantes dès la seconde moitié du XXe siècle, et surtout à partir de la fin du siècle, la dénomination fut progressivement remplacée par des expressions moins controversées, le plus souvent au début du XXIe siècle.

## Origines et fondement
Cette dénomination a été créée par l'ex-ministre espagnol Faustino Rodríguez-San Pedro (es) en tant que président de l'Union Ibéro-Américaine (es). En 1913, il songeait à une célébration qui unirait l'Espagne et l'Ibéro-amérique le 12 octobre. La date marque la naissance d'une nouvelle identité, produit de la rencontre et de la fusion des peuples originaires du continent américain et des colonisateurs espagnols. 
Le Jour de la Race a été d'abord établi en Argentine en 1917 par décret du président Hipólito Yrigoyen, pour réaffirmer l'identité hispano-américaine face aux États-Unis et à la doctrine Monroe. Par la suite, la date a été instituée comme fête nationale dans plusieurs pays hispaniques, à commencer par l'Espagne qui en renomme sa fête nationale en 1918.

## Renommages nationaux après la décolonisation
- Argentine : la célébration a été établie en 1917 par décret du président Hipólito Yrigoyen, pour réaffirmer l'identité hispano-américaine face aux États-Unis et à la doctrine Monroe. En 2010, le décret présidentiel 1584, porté par l'Institut national contre la discrimination, la xénophobie et le racisme (INADI), organisme public, a modifié le nom du Jour de la Race en Jour du respect de la diversité culturelle (es) (Día del Respeto a la Diversidad Cultural)[2].

- Chili : la fête est instaurée par la loi 3.810 de 1922 sous le nom d'Anniversaire de la Découverte de l'Amérique (Aniversario del Descubrimiento de América)[3]. En 2000, par la loi Nº 19.668, elle reçoit le nom moins controversé de Jour de la rencontre de Deux Mondes (Día del encuentro de Dos Mundos) et ce jour férié se célèbre, depuis, le lundi le plus proche du 12 octobre[4].

- Colombie : la fête a été établie officiellement par la loi 35 de 1939. En 2021, elle a été renommée Jour de la diversité ethnique et culturelle de la Nation colombienne (Día de la diversidad étnica y cultural de la Nación colombiana)[5].

- Costa Rica : la loi 4169 du 22 juillet 1968 a instauré cette fête sous le nom de Jour de la découverte et de la race (día del Descubrimiento y de la Raza)[6]. La loi 7426 du 23 août 1994 a renommé cette célébration en Jour des cultures(Día de las Culturas)[7],[8].
- Équateur  : on appelle actuellement cette commémoration le Jour de l'Interculturalité et de la Plurinationalité (Día de la Interculturalidad y de la Plurinacionalidad). Précédemment[Quand ?], on célébrait ce jour en tant que Jour de l'Amazonie (Día de la Amazonía)[9].

Por mi raza hablará el espíritu. Devise de l'UNAM créé par José Vasconcelos, difuseur du concept métis et syncrétique de race ibéroamericaine.

- Mexique : officiellement depuis 1928, fête à l'initiative de José Vasconcelos, qui évoque la dite race iberoamericaine, avec l'idée du métissage et de syncrétisme culturel. Le 19 novembre 2020, le Sénat mexicain adopte la résolution renommant cette célébration Jour de la nation pluriculturelle (Día de la nación pluricultural)[10].

- Pérou : on célèbre ce jour sous le nom de Jour des peuples originaires et du dialogue interculturel (Día de los Pueblos Originarios y del Diálogo Intercultural) depuis le 8 octobre 2009[11].

- Salvador : on y célèbre ce jour sous les noms de Jour de la Race et de Jour national de la résistance et de la dignité indigène  (Día Nacional de la Resistencia y Dignidad Indígena)[12].

- Uruguay : l'équivalent du Jour de la Race - bien qu'ayant eu initialement un sens panaméricain - est le Día de las Américas (Jour des Amériques), célébré depuis 1915. À ne pas confondre avec un autre Jour des Amériques qui se célèbre le 12 avril.

- Venezuela : la fête est instaurée par décret présidentiel de Juan Vicente Gómez. En 2002, le président Hugo Chávez et le Ministre de l'Éducation supérieure d'alors, Samuel Moncada la rebaptisent Jour de la résistance indigène.

## Variantes hors Amérique latine
- Espagne : la fête nationale est renommée Fiesta de la Raza (fête de la Race) entre 1918[13] et 1958, année où un décret modifie sa dénomination officielle en Fête de l'hispanité, confirmée en 1981 (en 1940, un ordre ministériel avait changé la dénomination en Día de la Raza). Actuellement, c'est la fête nationale espagnole, avec la dénomination de Fiesta Nacional de España [14]. 
  - Dans la ville de Zaragoza (Saragosse), les festivités coïncident avec la Fiesta del Pilar, en honneur de la Virgen del Pilar (Vierge du pilier), patronne de la ville.

- États-Unis : une célébration similaire est connue comme le Columbus Day (Jour de Colomb), avec un caractère particulier donné à la célébration par la communauté hispano-américaine.